# Michael Quast

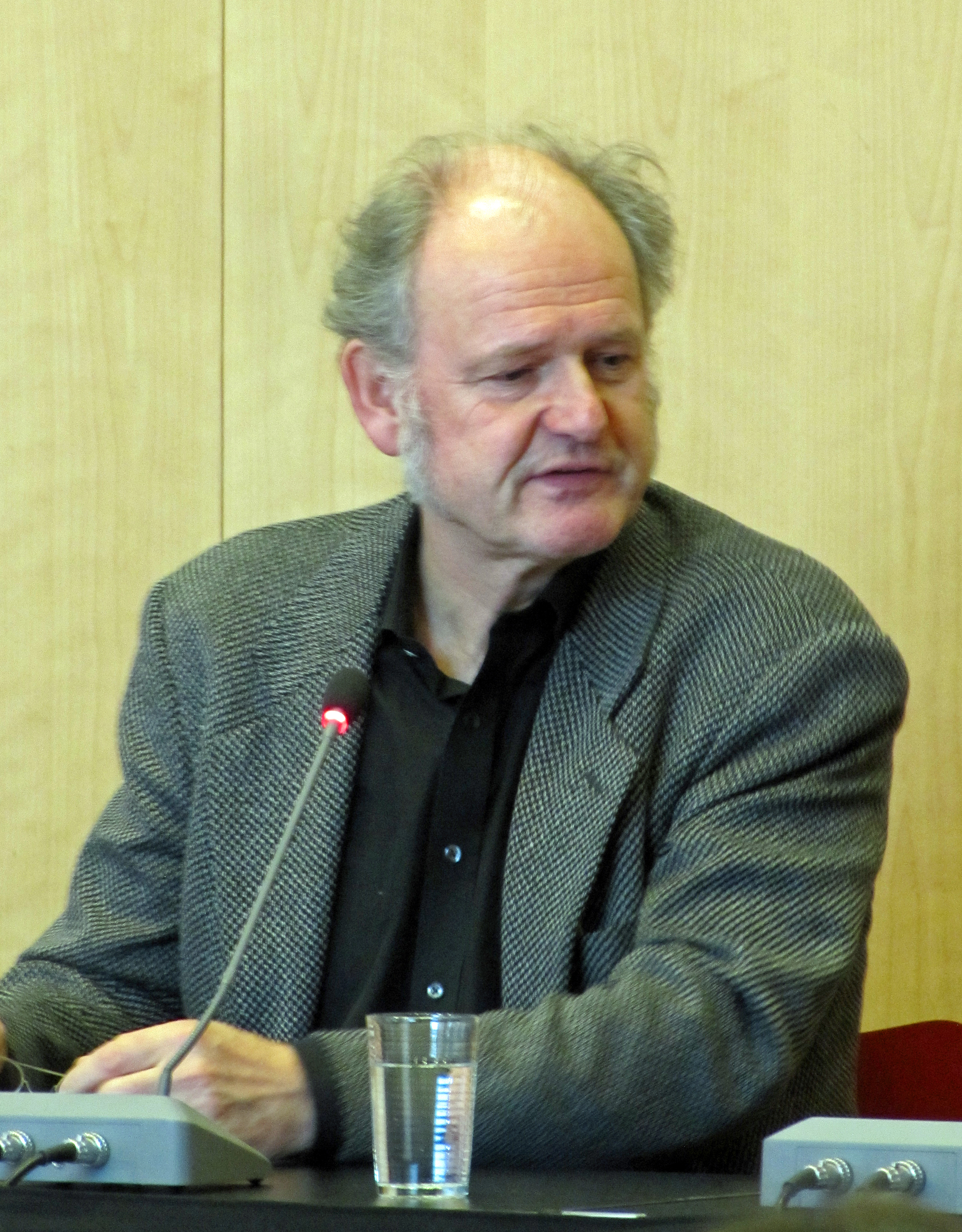
Michael Quast 2020 in Frankfurt am Main

Michael Quast (* 2. März 1959 in Heidelberg) ist ein deutscher Schauspieler, Regisseur, Conférencier und Theaterleiter.

## Leben und Werk
Michael Quast studierte an der Hochschule für Musik und Darstellende Kunst in Stuttgart. Es folgten Engagements am Theater Ulm, am Düsseldorfer Kom(m)ödchen, am Schauspiel und an der Oper Frankfurt, am Staatstheater Stuttgart, an den Hamburger Kammerspielen, am Theater Heidelberg und im Tigerpalast in Frankfurt am Main. Zugleich war Quast ab 1985 als Kabarettist mit den Soloprogrammen Satyr im Getriebe (1985), Die Wüste lebt (1989), Unter Geiern/Lovesongs (1992), Henkersmahlzeit (1995) und Hörsturz (2000) unterwegs.
Quast machte sich auch mit gewitzten Adaptionen von großen Stoffen für kleine Besetzung einen Namen. Inspiriert von Karl Kraus, der Offenbach-Operetten in eigener Bearbeitung alleine vorgetragen hat, brachte Quast 1998 am Theater Heidelberg, begleitet von Theodore Ganger am Flügel, den Abend Michael Quast liest, singt, tanzt und spielt BLAUBART, Opéra bouffe von Jacques Offenbach heraus. Als Grundlage diente eine neue Textfassung von Quast und dem Autor Rainer Dachselt. Gemeinsam mit Dachselt hat Quast weitere Neufassungen von Offenbach-Operetten erarbeitet: Orpheus in der Unterwelt, Die Schöne Helena, Pariser Leben und Die Großherzogin von Gerolstein. An der Philharmonie Essen unter der Intendanz von Michael Kaufmann produzierte Quast in den Jahren 2007 ff. alle fünf Stücke als Solo-Performances, begleitet von Rhodri Britton am Flügel.
Zusammen mit Philipp Mosetter führte Quast Goethe: Faust I – Kommentierte Darbietung (1999, Künstlerhaus Mousonturm), Schiller – Verrat, Verrat und hinten scheint die Sonne (2005, Koproduktion mit dem Nationaltheater Mannheim zu den Schillertagen) und Grimms Märchen. Eine Warnung. (2011, Koproduktion mit dem Kultursommer Nordhessen) auf.
Zusammen mit Sabine Fischmann, Theodore Ganger/Markus Neumeyer am Flügel und Sarah Groß (Regie) produzierte Quast Don Giovanni. Der komplette Wahnsinn für zwei Stimmen und ein Klavier (2006, Koproduktion mit dem MotzArt-Festival in Salzburg, eingeladen zu den Salzburger Festspielen). Im Team mit Fischmann, Groß und Rhodri Britton/Markus Neumeyer am Flügel folgten Die Fledermaus à trois (Künstlerhaus Mousonturm, 2010), Carmen à trois (Oper Frankfurt, 2014), Im Weißen Rössl à trois (Staatsoperette Dresden, 2017).
Quast ist Mitbegründer und Protagonist des Sommerfestivals Barock am Main – Der Hessische Molière, bei dem seit 2005 im Park des Bolongaropalastes in Frankfurt-Höchst die hessischen Molière-Bearbeitungen von Wolfgang Deichsel zur Aufführung kommen.
Zur Spielzeit 2009/2010 sollte Michael Quast Mit-Geschäftsführer und künstlerischer Leiter des Frankfurter Volkstheaters werden. Er sagte jedoch ab, da es mit den Erben der Theatergründerin Liesel Christ zu keiner Einigung über die wirtschaftliche Führung des Theaters kam. Daraufhin gründete Quast mit Gleichgesinnten im Dezember 2008 die Fliegende Volksbühne Frankfurt, jetzt Fliegende Volksbühne Frankfurt Rhein-Main.

## Inszenierungen
- 2000: Die Großherzogin von Gerolstein, Jacques Offenbach, Staatstheater Mainz
- 2002: Die Schöne Helena, Jacques Offenbach, Theater Heidelberg
- 2002: Orpheus in der Unterwelt, Jacques Offenbach, Staatstheater Mainz
- 2003: Die Fledermaus, Johann Strauß, Staatstheater Kassel
- 2003: Liselott, Eduard Künneke, Theater Heidelberg
- 2004: Ritter Blaubart, Jacques Offenbach, Staatstheater Wiesbaden
- 2006: Der Bettelstudent, Carl Millöcker, Staatsoperette Dresden
- 2007: Datterich, Ernst Elias Niebergall, Staatstheater Darmstadt, zusammen mit Sarah Groß
- 2009: „Isch saach niks mehr“, Hessische Einakter von Langenschwarz, Ettlinger, Deichsel, Fliegende Volksbühne Frankfurt/Schauspiel Frankfurt
- 2009/2010: „Aci, Galatea e Polifemo“, Serenata a tre von Georg Friedrich Händel, Barock am Main-Festival, Batzdorfer Barockfestspiele
- 2012: „Bin nebenan“, Monologe von Ingrid Lausund, szenische Lesung, Fliegende Volksbühne Frankfurt
- 2012: „Cleofide“, Barockoper von Johann Adolf Hasse, Bachfest Leipzig, Goethe-Theater Bad Lauchstädt

## Filmografie (Auswahl)
- 1988: Singles (Spielfilm)
- 1991: Die wahre Geschichte von Männern und Frauen (Spielfilm)
- 1996–1997: Quast – Das Allerletzte aus aller Welt (satirische News-Show)
- 2002: Kiss and Run (Spielfilm)
- 2002:  Polizeiruf 110 – Grauzone (Fernsehreihe)
- 2003: Im Schatten der Macht (Spielfilm)
- 2004: Die Camper – Benno auf Rädern (Fernsehserie)
- 2004: Nikola – Dr. Borstel zum OP! (Fernsehserie)
- 2006: SOKO Rhein-Main – Startbahn frei (Fernsehserie)
- 2006: Tatort – Der Tag des Jägers (Fernsehreihe)
- 2009: Für meine Kinder tu’ ich alles (Spielfilm)

## Diskografie
- 1997: Henkersmahlzeit (WortArt)
- 1999: Goethe zum Mitschreiben (WortArt)
- 2003: Die klassische Sau (Eichborn/Lido)
- 2004: Sex & Crime, Balladen und Melodrame (Eichborn/Lido)
- 2007: Goethe für die Westentasche (Lagato)
- 2007: Erich Kästner: Die Entlarvung des Osterhasen (Der Hörverlag)
- 2008: Camille Saint-Saëns: Der Karneval der Tiere. In Versen neu erzählt (Der Hörverlag)

## Auszeichnungen
- 1991: Salzburger Stier
- 1996/1997: Nominierung für den Grimme-Preis für Quast – Das Allerletzte aus aller Welt
- 2001: Deutscher Kleinkunstpreis, Sparte Kleinkunst
- 2002: Rheingau Musikpreis
- 2007: Binding-Kulturpreis
- 2014: Hessischer Verdienstorden
- 2020: Friedrich-Stoltze-Preis[2]
- 2021: Kleinkunstpreis Baden-Württemberg[3]